# Vietnámi muntyákszarvas
A vietnámi muntyákszarvas vagy óriás muntyákszarvas (Muntiacus vuquangensis) az emlősök (Mammalia) osztályának párosujjú patások (Artiodactyla) rendjébe, ezen belül a szarvasfélék (Cervidae) családjába és a szarvasformák (Cervinae) alcsaládjába tartozó faj.

## Előfordulása
A vietnámi muntyákszarvas előfordulási területe Délkelet-Ázsia. A következő országokban található meg: Vietnám, Laosz és Kambodzsa..
Az erdőégetések mezőgazdasági célokból, továbbá a vadászata súlyosan veszélyezteti a fajt. Laoszban egy víztározó alapításának alkalmával, 38 példányt menekítettek ki, illetve helyeztek el máshová; ezeket az állatokat ellátták rádiósjeladóval, hogy nyomon kövessék az új helyre való alkalmazkodásukat; a beérkezett adatok szerint az áttelepítés sikeres volt.

## Megjelenése
Az óriás muntyákszarvas, amint neve is utal rá, a legnagyobb a muntyákszarvasok között. Körülbelül 30-50 kilogramm testtömegű. A szőrzete vörösesbarna színű.

## Életmódja
Az örökzöld erdők lakója. A tigris (Panthera tigris) és a leopárd (Panthera pardus) zsákmányállatának számít.
A legközelebbi rokona az indiai muntyákszarvas (Muntiacus muntjak).

## Fordítás
- Ez a szócikk részben vagy egészben  a   Giant muntjac című angol Wikipédia-szócikk ezen változatának fordításán alapul.  Az eredeti cikk szerkesztőit annak laptörténete sorolja fel. Ez a jelzés csupán a megfogalmazás eredetét és a szerzői jogokat jelzi, nem szolgál a cikkben szereplő információk forrásmegjelöléseként.